# Бразука
Адидас Бразука или Бразука (на португалски: Adidas Brazuca) е официалната топка на Световното първенство по футбол през 2014 г. Създадена е от компанията „Адидас“.

## Наименование
Името на топката е обявено на 2 септември 2012 г. То е избрано чрез гласуване, в което са взели участие милиони бразилци. Предложенията са три: Бразука (печели 77,8% от гласовете), Карнавалеска (печели 14,6% от гласовете) и Боса Нова (печели 7,6% от гласовете). За първи път в историята на световните първенства името на топката е избрано от феновете.

## Строеж
Вътрешността на топката е близка до Адидас Танго 12 (топката на Евро 2012): камера от естествен каучук, плат и многопластова добавка от синтетична пяна.